# B (BamBam)
B è il secondo EP del cantante e rapper thailandese BamBam, pubblicato il 18 gennaio 2022.

## Descrizione
Dopo aver iniziato a lavorare a un nuovo disco a maggio 2021, BamBam ne annuncia la pubblicazione il successivo 13 dicembre. L'uscita è preceduta dal singolo Who Are You il 28 dicembre, che lo vede collaborare con Kang Seul-gi del gruppo Red Velvet e per il quale è accreditato come scrittore, paroliere, produttore e tecnico del missaggio. Di genere indie-pop sentimentale e costruito su ritmi di batteria e chitarra acustica, il brano mostra un lato più sobrio rispetto al precedente Ribbon e abbraccia le riflessioni e le introspezioni più profonde che la vita ha da offrire, mettendo in luce la consapevolezza delle nuove possibilità del cantante lavorando come solista e le opportunità del presente di trovare la sua vera identità. A livello lirico, Who Are You è una conversazione tra due amanti che si sono allontanati con il passare del tempo per il graduale evolversi e mutare delle loro personalità, e mette in luce le differenze tra innamorarsi e innamorarsi dell'idea dell'amore. Il tema della canzone è reso visivamente nel video musicale attraverso l'uso di riflessi, specchi e labirinti.
La data d'uscita dell'extended play viene rivelata il 6 gennaio 2022, seguita dal titolo il giorno successivo. Il disco è stato intitolato B come richiamo al nome del cantante; accostandolo le due versioni esistenti (rosa e gialla), si vanno a formare le sue iniziali, "BB". Racconta la storia del mondo misterioso, mutevole e pieno di colori di BamBam, e si compone di sei tracce: BamBam è accreditato per i testi di tutte le canzoni, con l'esclusione di Subliminal. Alla presentazione del disco,  il cantante ha dichiarato: "Il concept, come ho già menzionato, è il mio mondo personale. Ho messo i miei colori e le mie storie in questo album. Quindi, quando lo ascoltate, potrete capire ciò che BamBam stia pensando". Attraverso B, che fa da contrasto alle atmosfere giubilanti di Ribbon, vuole che la gente impari a conoscerlo al di là del lato allegro e che sappia cosa intenda dire attraverso la sua musica.
B viene pubblicato il 18 gennaio 2022 insieme al video musicale della traccia Slow Mo. Il disco si apre con Intro (Satellites), che, dopo un inizio ipnotico e psichedelico, passa a un beat trap prima della seconda strofa, e in cui è l'alter ego di BamBam a parlare; seguono Who Are You e Slow Mo. Considerando Who Are You la narrazione della sensazione di essere manipolati, ma non con accezione negativa, dal proprio alter ego più forte, Slow Mo funge da continuazione e parla di accettarlo, fondendosi con esso, contando l'uno sull'altro e influenzandosi a vicenda fino a definire la propria personalità; il beat hip hop si armonizza con la base indie e la topline pop in una produzione mid-tempo. Entrambe le canzoni sono state scritte un anno e mezzo-due prima dell'uscita.
Nella quarta traccia Subliminal, di genere trap R&B e interamente in inglese, BamBam allude a una situazione complicata con un partner e canta di essere stanco dei messaggi subliminali che riceve. Let Me Love You è un brano pop romantico scritto dal punto di vista di una persona che si preoccupa profondamente del partner e desidera condividere le difficoltà. Dedicata ai fan, è una continuazione di Look So Fine dall'EP precedente. Chiude il disco la pop-rock Ride or Die.

## Accoglienza
Rolling Stone india ha definito Who Are You un punto di svolta nella carriera di BamBam, "offrendo agli spettatori una comprensione sfumata della sua arte", in cui "ristabilisce la propria identità artistica attraverso una performance euforica intrisa di armonizzazioni dorate e render rochi", contrastati dalla voce soffusa e dolce di Seulgi.
EnVi Media ha trovato che, rispetto a Ribbon, B mostri la versatilità di BamBam come solista grazie a un suono completamente diverso. Rachel Collucci di The Kraze ha commentato "BamBam fa un ottimo lavoro a mostrare un lato diverso di sé, una vulnerabilità che si presenta nei testi delle sue canzoni e nelle esibizioni. [...] Nel complesso, ha aggiunto un'altra solida raccolta di canzoni alla sua discografia. Continua a brillare creativamente e racconta la storia di chi lui sia, una storia che non saremo mai stanchi di ascoltare".

## Tracce
1. Intro (Satellites) – 1:40 (testo: BamBam, Dougie F, Bryan Chong – musica: Marzi, Prodbychristo, Dougie F)
2. Who Are You (feat. Kang Seul-gi) – 2:59 (testo: BamBam, Lee Seu-ran, Lee Ha-jin, Grey (Kyle Trewartha, Michael Trewartha), Mikael Temrowski, Livvi Franc – musica: Grey (Kyle Trewartha, Michael Trewartha), Mikael Temrowski, Livvi Franc)
3. Slow Mo – 2:32 (testo: BamBam, Lee Seu-ran, Pink Sweat$, Jayson DeZuzio – musica: Pink Sweat$, Jayson DeZuzio)
4. Subliminal – 3:21 (Lee Woo-min "Collapsedone", Ariowa Irosogie, Jimmy Brown)
5. Let Me Love You – 3:13 (testo: BamBam, Jimmy Brown – musica: Jimmy Brown, TM)
6. Ride or Die – 2:27 (testo: BamBam, Lee Seu-ran, Earattack – musica: Earattack, Sam F, Elijah Daniel)

Durata totale: 16:12

## Successo commerciale
Who Are You ha debuttato in posizione 28 in Corea del Sud sulla Gaon Download Chart, mentre ha raggiunto la cima della iTunes Top Songs Chart in 21 Paesi.
All'uscita, B ha debuttato al settimo posto sulla Gaon Weekly Album Chart, e Slow Mo quarta sulla Gaon Download Chart. Il disco ha raccolto 30 primi posti sulla iTunes Album Chart il giorno dell'uscita, arrivando in prima posizione contemporaneamente sulla Worldwide iTunes Albums Chart e sulla European iTunes Albums Chart; Slow Mo ha ottenuto 17 primi posti sulla iTunes Top Songs Chart. La settimana successiva, il disco è salito al quinto posto sulla Gaon Weekly Album Chart.
Secondo la Gaon Chart, ha venduto 100 468 copie nel mese di gennaio, classificandosi settimo.

## Classifiche
| Classifica (2022) | Posizione massima |
| ----------------- | ----------------- |
| Corea del Sud     | 5                 |